# Moon Trek
Moon Trek (Originaltitel: Beyond the Stars, Alternativtitel: Moon Trek – Das Licht der dunklen Seite, Personal Choice) ist ein US-amerikanischer Spielfilm der Gattung Science-Fiction aus dem Jahr 1989. Der Regisseur war David Saperstein, der auch das Drehbuch schrieb. Die Hauptrollen spielten Martin Sheen und Christian Slater.

## Handlung
Der Schüler Eric Michaels experimentiert mit Raketenmodellen. Dabei verursacht er eine Explosion in der Schule, von der er für einige Wochen suspendiert wird. Diese Zeit verbringt er bei seinem geschiedenen Vater Richard, einem NASA-Angestellten, der mit Laurie McCall zusammenlebt.
Eric lernt Mara Simons kennen, in die er sich verliebt. Er trifft auch den unter Alkoholismus leidenden ehemaligen Astronauten Paul Andrews, der einst im Rahmen des Apollo-Programms auf dem Mond war. Andrews ist todkrank. Er vertraut Michaels an, dass er auf dem Mond Beweise für die Existenz Außerirdischer fand, die er an Eric kurz vor seinem Tod übergibt.

## Kritiken
Der Film wurde in der Zeitschrift Video Woche als solides SF-Drama bezeichnet. Im film-dienst vom 21. März 1990 bezeichnete Stefan Lux den Film als weitgehend gelungen, zum Teil aber auch naiv und unreflektiert.